# 비씨카드
비씨카드(BC카드, 영어: BC Card Co., Ltd.)는 대한민국의 신용카드사이다.
본사는 1992년부터 서울남부버스터미널 건너편에 있는 서울특별시 서초구 서초3동 사옥을 쓰고 있다가, 2019년 9월 28일에 중구 을지로4가 을지트윈타워로 이전했다. 기존 서초3동 사옥은 매각하지 않고, 한일시멘트에 임대했다.

## 특징
대한민국 5대 시중은행들이 출자하여 설립한 신용카드사다.
신용/체크카드의 프로세싱을 주력으로 하기 때문에 비씨바로카드 외 대부분의 상품들은 자체 발급이 아니라 은행들과 연계하여 상품을 출시해서 발행하고 있으며, 자체발행 업무는 상대적으로 늦게 시작했다. 따라서 몇몇 공통 상품을 제외하면 은행마다 상품이 다르며, 공통 상품 중에서도 "단디카드"처럼 특정 지방은행에서만 취급하는 공통 상품이 있다. 산하에 자체 신용카드사가 없는 중소기업은행, iM뱅크, 지방은행(부산은행, 경남은행)처럼 은행 자체에서 발행하는 경우는 거의 비씨카드에 의존하고 있으며, 우정사업본부처럼 비씨 브랜드 대신 비씨카드의 전산망을 이용해서 자체적으로 발행하는 경우도 있다. 또한 수협은행같이 비씨카드의 전산망을 이용해 자체적으로 발행하다가, 나중에 비씨카드의 정회원사로 들어오는 경우도 있다.
다른 전업계 신용카드사들처럼 은행을 안 거치고 곧바로 발행하는 "비씨 바로발행 카드"가 있지만, 한때 모바일 타입으로만 발행하고 있다가 실물카드로 다시 발행 중이다. 비씨바로카드는 신용카드만 발행하고 있지만, 케이뱅크 제휴형 외에는 현금카드 등록은 할 수 없다. 2022년에는 페이북 머니를 충전해서 이용하는 비씨바로 선불형 체크카드가 출시됐다.
1997년 12월에 벌어진 IMF 외환위기 이후 몇몇 시중은행들이 구조조정을 거치거나 합병되면서, 본래 비씨카드를 취급하지 않았던 몇몇 시중은행들이 비씨카드 회원사 자격을 승계했다. 이 중에는 우리은행과 우리카드같이 은행의 존속 법인과 비씨카드 회원사 자격을 엇갈리게 승계한 경우가 있거나, 승계하는 과정에서 피인수 은행의 자격을 바꾼 하나은행같은 경우가 있다.
일부 지방은행들은 비씨카드의 체크카드를 발급할 때 발급 수수료를 징수한다. 다만 신 상품이 나올 때에는 프로모션 차원에서 발급비를 받지 않으며, iM뱅크같이 콜센터나 셀프창구 기계를 통해 발행하면 발급비를 받지 않기도 한다. 지방은행과 달리 전국 시중은행에서 비씨 체크카드를 발급할 때에는 중소기업은행 외에는 발급 수수료가 없으며, 중소기업은행은 모바일(IBK큐브) 및 i-ONE 앱에서 체크카드를 신청(일부 상품만 가능)하면 발급비를 받지 않는다. 은련이 달린 체크카드의 경우 신한카드나 하나카드처럼 자체 상품을 취급하지 않고 비씨카드를 통해서만 취급하는 경우가 있으나, 신한카드 및 하나카드가 은련의 시스템 구축을 하면서 독점이 깨지고 있다. 특히 신한카드와 하나카드는 자체발행하는 은련 체크카드에 대해 은련을 지원하는 해외 온라인 사이트에서 결제가 되도록 시스템을 구축했다.
현재 최대 주주는 KT이며, 2대 주주는 우리카드다. 이 때문에 케이뱅크는 KT의 주도로 창립됐음에도, 금산분리 때문에 KT가 비씨카드를 통해 우회하여 지배하고 있다.
자체 발급이 "바로발행 신용카드"(실물, 모바일) 외에는 아예 없고, 대부분의 수익은 회원사들의 프로세싱에 의존하고 있다. 프로세싱 수익이 전체의 87%를 차지하지만, 몇몇 회원사들이 보유 중인 비씨카드의 지분을 KT 등에 매각하고 자체적인 카드 전산망을 구축하면서 프로세싱 수익이 급감하고 있다. 게다가 SC제일은행이 2016년 들어서 삼성카드와 제휴하기로 하고 부산은행·경남은행의 BNK금융지주가 롯데카드와 제휴하기로 하면서 위기를 맞고 있다. 거기에 카드 프로세싱을 100% 비씨카드에 위탁해 온 우리카드가 2021년 말부터 우리카드 자체 가맹점 모집을 선언하고 KB국민카드/하나카드/신한카드처럼 자체 결제망을 구축한 후 2023년 7월 24일에 자체 망을 이용하는 신용/체크카드를 런칭함과 동시에 몇몇 비씨카드 상품을 대거 단종시켰다. 2022년 11월 1일에는 SC제일은행이 현대카드 제휴와 함께 비씨카드 상품을 더 이상 취급하지 않는다고 발표하면서, 비씨카드와 완전히 결별했다. 이에 비씨카드는 2024년 3월 4일에 수협은행을 새로운 회원사로 받아들였고, 2025년 3월 25일에는 광주은행을 새로운 회원사로 받아들였다.
2011년에는 디스커버와 제휴한 국제 결제 브랜드인 비씨 글로벌을 런칭하면서, 비자카드와 크게 마찰을 빚었다.
인터넷 결제 시에는 ISP라는 공인인증서와 비슷한 것을 받은 후 비밀번호를 등록해서 이용해야 한다. 본래 ISP용 비밀번호는 "문자+숫자"의 형태였지만, 2015년 11월에 NFC 결제 서비스인 BC Pay(현재의 JUSTOUCH)를 런칭하면서 카카오페이처럼 숫자 6자리로만 비밀번호를 입력하게끔 단순화하였다.
2015년 12월 10일에는 아멕스와 업무제휴 계약을 맺었다. 다만 회원사들 중에서는 경남은행만 비씨 아멕스 신용카드가 발행 중이고, 2023년에 출시한 BC바로카드 상품 중 "컬리 카드"를 통해 아멕스를 추가했다.
2019년 11월 26일에는 디스커버와 협약을 확대하여 다이너스 클럽의 대한민국 프랜차이즈 계약을 수주함과 동시에, 외국 발행 디스커버 카드 및 다이너스 클럽 카드의 대한민국 인바운드 계약을 체결했다. 이에 따라 1국가 1카드사 프랜차이즈 계약 방침을 고수하는 다이너스 클럽의 특성상, 다이너스 클럽은 2019년을 마지막으로 현대카드와의 계약 만료 후 비씨카드를 새 파트너사로 맞이하게 된다. 다만 비씨카드는 다이너스의 라이선스를 취득한 후에도 프로세싱만 하고 있을 뿐, 한동안 다이너스 클럽 신 상품을 내놓지 않고 있었다가 우리카드를 통해 다이너스 클럽 신 상품을 출시했다. 다이너스 클럽과의 계약 만료로 결별한 현대카드는 아멕스와 새롭게 손을 잡았다.
비씨 마스터 체크카드의 경우, 미국 아이튠스 스토어에 등록할 수 없다. 비씨 비자 체크카드는 등록이 가능하다.
2021년에는 러시아의 카드사인 미르의 전표 매입 업무를 시행했다. 그러나 2022년에 터진 러시아-우크라이나 전쟁의 여파로, 미르의 대한민국 사용이 차단됐다.
2022년에는 한국씨티은행 카드사업부 출신 인사를 임원으로 영입하여 바로비씨카드 라인업을 강화했다.

## 글로벌 지불결제
비씨카드는 대한민국 카드 업계의 리딩 기업으로서 Global Payment Service Provider를 지향하며 글로벌 지불결제 업체로 성장하고 있다. 2008년 중국에 현지 법인을 설립하면서 중국의 카드 회사인 중국은련과 제휴를 시작, ‘중국通 시리즈 카드’를 출시하였다. 현재 비씨카드는 대한민국에서 외국발행 은련카드의 전표매입 업무(인바운드)를 담당하고 있기 때문에, 중국에서 발행된 은련카드를 이용하면 영수증에 매입사가 비씨카드로 찍힌다.
하지만 비씨카드에서 발행하는 은련 체크카드는 오프라인에서만 해외신판이 가능하며, 온라인에서는 시스템상의 문제로 해외신판이 안 된다.

### 비씨 글로벌(BC Global)
2009년에는 DFS(Discover Financial Service)와 제휴를 통해 2011년 1월에는 "비씨 글로벌"을 출시하는 등 대한민국 카드사 중 유일하게 국내 로컬 카드로 전세계 185개국의 가맹점과 ATM에서 신용결제 및 현금서비스를 사용할 수 있다.
현재 비자카드나 마스터카드 등의 국제 브랜드 카드의 경우 해외사용뿐만 아니라 대한민국 국내 사용분에 대해서도 수수료를 부과하고 있으나, 비씨 글로벌은 국제결제 브랜드사에 지불해 오던 승인 1건당 해외사용 금액 1%의 사용 수수료를 더 이상 지불하지 않으며, 카드 고객이 해외 사용료가 없어도 국제결제 브랜드에 회원발급비용을 지불하지 않아도 되어 국내 카드사들이 2005년부터 2008년까지 약 2,900억 원을 국제 카드사에 수수료로 지급하는 등 해외겸용카드 발급에 대한 문제점(불공정한 수수료 지급, 독점 지위를 이용한 수수료 인상 등)이 해결된다. 이는 향후 10년간 국제카드 부문에서 약 4,000억 원의 국부 유출을 막는 효과를 가져온다.
하지만 체크카드의 해외신판 제한 때문에 불완전한 결제망이다. 비씨 글로벌이 달린 체크카드는 우리카드만 해외신용판매가 가능하며, 그것도 우리은행에 연결해야만 해외신판이 가능하다가 2016년 12월 16일부터 타 은행 연결시에도 가능하다. 우리카드와 (단종된) SC제일은행 이외의 비씨카드 회원사들에서 발행 중인 비씨 글로벌 체크카드는 전산 문제로 아직 해외신판이 안 되며, 국제현금카드의 역할밖에 하지 못한다. 게다가 국제 브랜드 로열티 1%를 받지 않는 대신, 우리카드에서는 체크카드의 환가 수수료로 해외신판 1건당 0.5달러를 요구하고 있기 때문에 다른 은행들에도 비씨 글로벌 체크카드의 해외신판이 되도록 해야 할 필요성이 있다. 일단 우리은행 외에 현재 우리카드에 연결이 가능한 NH농협은행, 중소기업은행, 신한은행, 국민은행, 하나은행, iM뱅크, 경남은행, 부산은행, 광주은행에 우리카드의 체크카드를 연결해도 해외신판이 되도록 2016년 12월 16일에 개선했다. 단, 현금인출은 여전히 안 된다.

## 역사
- 1981년 12월: 5개 시중은행(조흥은행, 한국상업은행, 제일은행, 한일은행, 서울신탁은행), 신용카드업무 준비위원회 구성
- 1982년 4월: 은행신용카드협회 설립 확정
- 1982년 5월: 신용카드업무 내인가(은행감독원)
- 1982년 6월: 은행신용카드 업무 개시
- 1983년 6월: 비씨 마스터카드 발급 개시(국외전용)
- 1983년 9월: 비씨카드 주식회사 법인 설립.
- 1984년 3월: 회원은행 추가 참여(중소기업은행, 한국주택은행)
- 1984년 3월: 회원은행 추가 참여(농업협동조합)
- 1984년 3월: 업무위원회 신설(은행신용카드업무협정상의 기구)
- 1984년 6월: 3개 특수은행(농협중앙회, 중소기업은행, 한국주택은행) 은행신용카드업무 개시
- 1985년 1월: 회원은행 추가 참여(대구은행, 부산은행, 경기은행, 경남은행, 충청은행)
- 1986년 8월: 충청은행 은행신용카드 업무 개시
- 1986년 12월: 노동조합 창립
- 1987년 9월: 비씨카드㈜로 상호 변경
- 1987년 10월: 회원 100만 돌파
- 1990년 6월: 비씨카드배 프로기전 창설
- 1991년 8월: 비씨 비자카드 발행
- 1991년 9월: 위조카드 방지시스템(CVV) 도입
- 1992년 2월: 본사 사옥 취득, 이전(서초구 서초3동 1587)
- 1994년 6월: 펌뱅킹 시스템 시행
- 1994년 10월: 회원 1,000만 돌파
- 1996년 3월: TOP포인트 서비스 실시
- 1996년 5월: 마스터카드로부터 마케팅부문 최우수상 수상
- 1996년 6월: 내외경제신문으로부터 1996년 상반기 히트상품으로 선정
- 1997년 11월: 비씨카드 별관 이전(우성빌딩 3층)
- 1997년 11월: 비씨카드 신 시스템 오픈
- 1998년 10월: 한미은행(현 한국씨티은행) 비씨카드 발급
- 1998년 11월: 충청은행의 회원사 자격을 하나은행이 승계함에 따라 하나BC카드 발급
- 1999년 5월: 비씨 플래티늄 카드 발급
- 1999년 7월: 가맹점 100만 업소 돌파
- 2001년 2월: 비씨카드 가맹점 150만업소 돌파
- 2001년 5월: 회원 2,000만명 돌파
- 2001년 11월: 연간 이용액 100조원 돌파
- 2001년 11월: 해외 카드위조단 최초 검거
- 2002년 4월: 비씨카드 창립 20주년 기념식
- 2003년 5월: 업계 최초 g-CRM 구축
- 2003년 6월: 업계 최초 전자상거래 ESCROW제 시행
- 2003년 7월: 비씨 GIFT카드 발급
- 2003년 10월: 모든 전자상거래에 인터넷 안전결제(ISP) 전면시행
- 2004년 9월: 이용대금 명세서에 gCRM을 활용한 TOP포인트 가맹점 팸플릿 제작, 배포
- 2004년 11월: 국내최초 100% IC카드 기반 거래시스템 구축
- 2005년 2월: 중국은련의 인바운드 업무 제휴에 따라 중국은련 신용카드 국내 가맹점 사용 개시
- 2005년 6월: 중국은련 네트워크에서의 비씨카드 사용계약 체결
- 2005년 11월: 사랑과 희망의 빨간밥차 기증식 및 본격시행
- 2006년 5월: 회원 3,000만명 톨파
- 2006년 11월: 이동통신 3사와 모바일 결제 서비스 제휴 조인식
- 2007년 6월: 금융권 최초 SMS 상담 서비스 개시
- 2007년 6월: 제1회 비씨카드클래식 여자 KLPGA 대회 개최
- 2007년 11월: 상호저축은행 중앙회와 체크카드 발급
- 2008년 2월: 중국은련과 국내 최초로 제휴 카드인 중국통 카드 출시
- 2009년 1월: 업계 최초 지불결제연구소 설립
- 2009년 3월: 비씨카드 퓨처센터(Future center) 오픈
- 2009년 6월: 세계 최초 한지로 만든 '트랜스폼 카드'출시
- 2009년 7월: 업계최초 BCP(업무연속성계획) 구축 및 모의훈련 실시
- 2010년 1월: 제2회 비씨카드배 월드 바둑 챔피언십 개최
- 2010년 1월: 미국 DFS사와 상호 네트워크 공유에 대한 제휴 및 조인식 개최
- 2010년 2월: 한국전자통신연구원(ETRI)와 스마트지갑 개발 MOU체결
- 2010년 3월: 키자니아 내 어린이 전용'e-키조 카드센터'오픈
- 2010년 4월: 업계최초 아이폰용 '모바일 안전결제(ISP)서비스 시행
- 2010년 5월: LG CNS와 글로벌 및 신사업 협력을 위한 MOU체결
- 2011년 1월: 에코마일리지 카드 발급을 위한 업무 협약(비씨카드, 서울특별시, 한국환경산업기술원, 우리은행, SC제일은행, NH농협은행, 중소기업은행)
- 2011년 1월: 제3회 비씨카드배 월드 바둑 챔피언십 개최
- 2011년 3월: PT Artajasa(아르따자社)와 업무제휴 협약식(인도네시아 내 카드 프로세싱 사업 추진)
- 2011년 7월: 환경부, 친환경소비 '그린카드' 발급 및 서비스 운영 시행 (1호 발급자 17대 이명박 대통령)
- 2012년 3월: 비씨 모바일카드 국내표준 KS 지정
- 2015년 11월: NFC 결제 서비스인 BC Pay 런칭
- 2015년 12월: 아메리칸 엑스프레스와 업무제휴 계약 체결
- 2019년 9월 28일: 본사를 서초구 서초동에서 중구 을지로4가 을지트윈타워로 이전
- 2019년 11월 26일: 디스커버와 업무제휴 확대에 따라 외국 발행 디스커버 카드 및 다이너스 클럽 카드의 대한민국 전표매입업무 계약 체결, 동시에 다이너스 클럽의 대한민국 라이선스 취득
- 2024년 3월 4일: 수협은행을 정회원사로 편입

## 수상 경력
- 2011년 11월, 2011 서울푸드뱅크ㆍ마켓 후원자 감사의 밤, 서울특별시장상 수상
- 2011년 11월, 경찰청 사이버치안대상 수상
- 2011년 10월, 독일 red dot design award winner 2011 (Beyond British Style Card, 커뮤니케이션디자인 부문)
- 2011년 10월, 2011 Good Design Award 3년 연속 수상 (비씨글로벌카드 브랜드, 커뮤니케이션디자인 부문)
- 2011년 3월, 제16회 매경 금융상품 대상 시상식 특별상 수상(비씨스쿨카드)
- 2011년 3월, 한국산업의 브랜드파워(K-BPI)13년 연속 신용카드부문 1위
- 2010년 12월, 중국통카드 2010 하반기 히트상품 선정
- 2010년 12월, 국가고객만족도(NCSI) 조사 신용카드 서비스업 부문 1위
- 2010년 12월, 제9회 정보보호대상 대상 수상(한국인터넷진흥원, 방송통신위원회 주관)
- 2010년 11월, 소비자가 뽑은 가장 믿음직한 카드사 선정
- 2010년 10월, 국내 금융권 최초 전사부문 정보보안 ISO27001인증 획득
- 2010년 9월, '제11회 사회복지의 날' 이웃돕기 유공자 포상 부문 국무총리 표창 수상
- 2010년 6월, 제10회 대한민국 e금융상 서비스부문 금상 수상
- 2010년 5월, 2010년 대한민국명품브랜드대상 금융서비스/신용카드부문 대상
- 2010년 1월, 2010 대한민국 인재경영대상 신용카드부문 대상 수상
- 2010년 1월, 제19회 다산금융상 여신금융부문 금상 수상
- 2009년 10월, 2009대한민국 금융혁신'경영혁신대상'수상
- 2009년 9월, 국가브랜드경쟁력지수(NBCI)6년연속 신용카드 부문 1위
- 2009년 7월, 2009 대한민국 명품브랜드 신용카드부문 대상 수상
- 2009년 7월, 비씨한지카드, 1회 대한민국한류대상 서비스부문 대상 수상
- 2009년 6월, 비씨카드 콜센터 ISO 및 KS 인증 동시 획득
- 2009년 3월, 한국산업의 브랜드파워(K-BPI)11년 연속 신용카드부문 1위
- 2008년 12월, 2008 국가고객만족도(NCSI) 신용카드 부문 1위
- 2008년 12월, 한국정보보호진흥원 주관 제7회 정보보호대상 카드업계 최초 최우수상 수상
- 2008년 11월, 2008 사회공헌기업대상 소외계층지원부문 2년 연속 대상 수상
- 2008년 10월, 중국통 카드 헤럴드경제 신용카드부문 광고대상 수상
- 2008년 10월, 2008 대한민국 금융혁신대상 서비스혁신상 수상(중국통 카드)
- 2008년 10월, 제11회 여성소비자가 뽑은 좋은기업 대상 수상
- 2008년 9월, 2008 올해의 브랜드 대상 신용카드 부문 대상 수상
- 2008년 9월, 한국생산성본부 주관 국가브랜드 경쟁력지수(NBCI) 5년 연속 1위
- 2008년 9월, 2008 대한민국 소비자신뢰 대표브랜드 신용카드부문 대상
- 2008년 7월, 장형덕 대표이사, 한경비즈니스 주최 '2008 한국경제를 이끄는 CEO'에 선정
- 2008년 7월, 2008 대한민국 애프터서비스 만족지수(KASSI) 1위 선정
- 2008년 7월, 비씨카드 빨간사과봉사단 우수자원봉사기업으로 표창
- 2008년 6월, 2008 글로벌 고객만족도(GCSI) 1위 선정
- 2008년 4월, 금융감독원 민원평가지수 6년 연속 1등급 획득
- 2008년 4월, 대한민국 브랜드스타 지수평가 6년 연속 신용카드부문 1위
- 2008년 4월, 2008 한경마케팅 대상, 글로벌 프론티어 마케팅부문 대상 수상
- 2008년 3월, 한국산업의 브랜드파워(K-BPI) 10년 연속 신용카드부문 1위
- 2008년 2월, 비씨 플래티넘카드 2008프리미엄브랜드지수(KS-BPI) 플래티넘카드부문 1위
- 2008년 2월, 제5회 TV-CF AWARD 2007 올해의 카피상 수상
- 2007년 12월, 웹어워드코리아 2007 기술 이노베이션 대상 수상
- 2007년 11월, 2007 한경사회공헌기업대상 소외계층지원 부분 대상 수상
- 2007년 10월, 2007 한경 경영품질대상 6시그마부문 최우수상 수상
- 2007년 9월, 한국능률협회주관 서비스품질등급인증제(콜센터부문)’AAA’등급 획득
- 2007년 9월, 한국생산성본부 주관 국가브랜드 경쟁력지수(NBCI) 4년 연속 1위
- 2007년 5월, 일본능률협회 주관 글로벌고객만족도(GCSI) 2년 연속 1위
- 2007년 4월, 대한민국 브랜드스타 지수평가 5년 연속 신용카드부문 1위
- 2007년 3월, 금융감독원 민원평가지수 10회 연속 1등급 선정
- 2007년 3월, 한국산업의 브랜드파워(K-BPI)9년 연속 신용카드부문 1위
- 2007년 3월, 대한민국카드 매경금융상품 대상 은상 수상
- 2006년 11월, 홈페이지 웹서비스 국제보안표준규격 ISO27001 인증 획득
- 2006년 11월, 2006년 대한민국 고객만족 경영대상 콜센터부문 AA인증
- 2006년 10월, 생산성본부 국가브랜드경쟁력지수(NBCI) 3년연속 1위
- 2006년 9월, 금융감독원 민원평가지수 9회 연속 1위 선정
- 2006년 7월, 제6회 대한민국 e-금융상 수상
- 2006년 3월, 제4회 한국서비스경영대상 수상
- 2006년 3월, 한국능률협회 조사 브랜드파워(K-BPI) 신용카드 부문 8년연속 1위
- 2005년 12월, 국가고객만족도(NCSI) 신용카드부문 5년 연속 1위(현대카드와 공동 1위)
- 2005년 12월, 웹어워드코리아' 웹 디자인/네비게이션 부문 최고대상
- 2005년 12월, 대한민국 2005 eBI대상에서 금융부문 최고대상
- 2005년 11월, 보건복지부 사회공헌 표창장 수상
- 2005년 11월, 2005 대한민국 가치창조 기업대상 수상(한국경제신문사, 미래매니지먼트연구원 주최)
- 2005년 11월, 대한민국 서비스브랜드 대상 금융부문 1위 수상
- 2005년 9월, 금융감독원 민원평가지수 7회 연속 1위 선정
- 2005년 3월, 한국능률협회컨설팅주관 한국브랜드파워(K-BPI)7년연속 1위
- 2005년 3월, 한국광고주협회 주관 제13회 소비자가 뽑은 좋은 광고상 TV부문 수상

## 발급 기관

### 회원사

#### 비씨카드만 발급하는 은행
- 중소기업은행, iM뱅크, 경남은행, 부산은행

#### 자체카드도 발급하는 은행, 카드사
- NH농협은행 및 전국 농협[주 3]
- 한국씨티은행[주 4]
- 우리카드[주 5]
- 하나카드[주 6]
- 수협은행 - 비씨망을 이용한 자체 카드만 발행하다가, 2024년 3월 4일에 비씨카드의 정회원사로 가입하고 수협BC카드를 출시했다. 2024년 3월에 수협BC 신용카드를 첫 출시하고, 수협BC 체크카드는 2025년 1월에 첫 출시했으며 신용/체크 모두 마스터카드로 나온다.

#### 신용카드만 발급하는 카드사
- 신한카드[주 7]
- KB국민카드[주 8]

### 제휴기관
- 상호저축은행
- 새마을금고[20]
- 신협
- 우정사업본부[21]
- 한국산업은행

### 카드망 공유기관
- 한국씨티은행(사업철수)
- 광주은행 - 2025년 3월 25일 정회원사 가입
- 제주은행(구 조흥비씨-체크카드는 비씨 글로벌만)
- 전북은행,코나카드] (국민카드로 매입사 변경)
- 케이뱅크 (비자카드로만 발급)
- 산림조합
- 증권사CMA와 주식계좌
  - DB금융투자
  - IBK투자증권
  - NH투자증권
  - SK증권
  - 교보증권
  - 미래에셋증권
  - 유안타증권
  - 유진투자증권
  - 한국투자증권

## 취급카드
- BC (취급 중)
- BC 글로벌 (취급 중): 디스커버 카드와 제휴. 단, 체크카드는 국제현금카드 용도로만 사용이 가능하다.(기업은 신용한정, iM, BNK, 제주는 신용체크 모두가능)
- 비자카드 (취급 중 - 체크는 우리, 기업, 우체국, 케이뱅크,새마을,신협 한정)
- 마스터카드 (취급 중)
- JCB: 농협[22], 부산만 취급한다.
- 중국은련 (하나 L포인트, 기업, 농협, iM에서만 취급 중)
- 아메리칸 익스프레스 (부산은행,경남은행에서만 발행 중이며, 부자되세요 아파트카드, 요즘쇼핑카드, 플러스알파, NEW 단디만 있다.)
- 다이너스 클럽: 디스커버와의 업무제휴 확대 합의에 따라 2020년 1월 1일부터 비씨카드로 매입사 변경. 우리카드 한정.

## 후불교통카드
- 대중교통

| 지하철/버스사용          | 사용가능지역 |
| 지하철 버스 사용지역     | 수도권(서울, 경기, 인천), 동남권(부산, 울산, 김해, 양산), 대경권(대구, 경산), 대전, 아산, 천안, 춘천, 광주                                       |
| 버스 전 사용지역         | 세종, 울산, 제주도, 충북, 충남, 강원 |
| 전북 일부 버스 사용 지역 | 정읍, 남원, 고창, 김제, 부안, 전주, 진안, 익산, 장수, 임실, 군산, 무주, 순창, 완주                                                               |
| 전남 일부 버스 사용 지역 | 목포, 순천, 여수, 나주, 광양, 신안, 담양, 함평, 장성, 화순, 해남, 영암, 보성, 무안, 고흥, 영광, 곡성, 장흥, 완도(강진, 구례, 진도 차후 사용예정) |
| 경북 일부 버스 사용 지역 | 경주, 구미, 김천, 포항, 고령, 성주, 청도, 칠곡, 영주, 영천, 울릉, 문경, 상주, 안동, 예천, 봉화, 울진, 의성(군위, 청송, 영양, 영덕 차후 사용예정) |
| 경남 일부 버스 사용 지역 | 김해, 창원, 양산, 함안, 진주, 밀양, 사천, 의령, 거제, 통영, 고성, 남해, 산청, 거창, 합천, 창녕, 함양                                             |
| 경전철사용 지역          | 의정부, 용인, 김해~부산, 우이신설 |

- 유료도로

| 사용지역 | 사용가능도로                                        |
| 서울     | 남산터널(1,3호), 우면산터널, 용마터널, 강남순환도로 |
| 인천     | 문학터널, 만월산터널, 인천대교                      |
| 대전     | 갑천도시고속도로                                    |
| 대구     | 동부순환도로(범안로)                                |
| 부산     | 백양터널, 광안대교, 수정산터널, 을숙도대교          |
| 고속도로 | 한국도로공사 구간, 신공항하이웨이                   |

## 본점 및 지점 현황
- 본점: 서울특별시 중구 을지로 170 (을지로4가)
- 부산센터: 부산광역시 중구 중앙대로 63 (중앙동3가)
- 대구센터: 대구광역시 중구 동덕로 167 (동인동2가, KT스마트메디타워)
- 광주센터: 광주광역시 동구 금남로 147 (금남로5가)

## 참고 문헌
1. ↑  비씨카드 을지로 시대 연다…서초동 사옥은 한일시멘트에 임대 - 글로벌이코노믹
2. ↑  조흥, 상업, 제일, 한일, 서울신탁은행. 은행명의 앞 글자를 본따서 "조상제한서"로 불렸던 시중은행들이다.
3. ↑  신용카드 한정. 케이뱅크 제휴형 외에
는 현금카드를 등록할 수 없다. 그 외에는 페이북 머니를 이용하는 선불형 체크카드가 있다.
4. ↑  현 우리은행의 존속 법인은 한국상업은행이고, 비씨카드 회원사 자격은 한일은행의 것을 승계했다.
5. ↑  충청은행 →︎ 서울은행
6. ↑  '삼중고' 비씨카드… 카드구매 급감-결제망 수수료 격감-신 사업 부진 - 뉴데일리
7. ↑  SC제일은행에서 삼성카드 발급한다…은행·카드사 첫 융합 사례 - 연합뉴스
8. ↑  SC銀에 이어 BNK까지 카드 제휴 확대..비씨카드 불똥 - 머니투데이
9. ↑  ‘최대 회원사’ 우리카드 이탈에 놀란 비씨카드, 사업 다각화 속도 - 조선비즈
10. ↑  Sh수협은행, 비씨카드 품으로...정회원사 가입으로 마케팅 강화 - 투데이신문
11. ↑  광주은행, 비씨카드 정회원사 가입 - 전자신문
12. ↑  비자카드, 비씨카드에서 180만 달러 챙긴 사연 - 아시아경제
13. ↑  KB국민카드는 옛날 방식 그대로 ISP 비밀번호 체계를 이용했다. 즉, 숫자뿐만 아니라 문자도 여전히 이용했다. 2020년 8월 5일부터 KB국민카드(카카오뱅크 체크카드 포함)도 비씨카드처럼 숫자 6자리로 ISP 비밀번호를 간소화했다.
14. ↑  ‘비씨 아멕스 카드’ 나온다… 비씨카드, 아멕스와 업무 제휴 - 헤럴드경제
15. ↑  비씨카드, 美 디스커버와 제휴…국제 브랜드 매입 맡는다 - 전자신문
16. ↑  비씨카드, 업계 최초 러시아 결제 브랜드 '미르' 국내 매입 담당 - 아시아경제
17. ↑  비씨카드, 러시아 '미르 카드' 국내 사용 차단 - 머니S
18. ↑  비씨카드, 씨티은행 출신 임원 영입…디지털·리테일 강화 - 더벨
19. ↑  비씨카드 장형덕 사장, VISA 사외이사 전격사퇴: http://www.seoulfn.com/news/articleView.html?idxno=59177
20. ↑  새마을금고 자체 체크카드 내년 3월 발급 - 파이낸셜뉴스
21. ↑  슈퍼 갑 우정사업본부, 웬 카드업 진출? - 연합인포맥스
22. ↑  그린카드 V2(연회비 12,000원)를 제외한 나머지는 채움으로만 나온다.

## 같이 보기
- 대한민국의 신용카드사 목록